# Roncador Bank
Roncador Bank (Spaans: Banco Roncador) is een voor het grootste deel onder water gelegen atol in de Caraïbische Zee en valt onder de soevereiniteit van Colombia. De atol ligt ongeveer halverwege tussen Jamaica en Costa Rica en 140 km ten oosten van het Colombiaanse eiland Providencia. Het grootste eilandje van de Roncador Bank is het gelijknamige Roncador, dat 600 bij 300 meter groot is. Het atol zelf is ongeveer 15 km lang en 6 km breed, heeft een oppervlakte van 65 km² en bestaat voornamelijk uit een lagune. Op het eiland Roncador bevindt zich een vuurtoren die in de jaren 1970 gebouwd is, alsmede enkele huizen die dienden om militairen te huisvesten ten tijde van de Cubacrisis.

## Geschiedenis
De oudste vermelding van Roncador stamt van een Nederlandse kaart uit 1601. In 1856 werd Roncador Bank geclaimd door een Amerikaan op basis van de Guano Islands Act, een wet die het voor Amerikaanse burgers mogelijk maakte eilanden te claimen ten behoeve van de winning van guano. Zodoende bleven de eilanden in bezit van de Verenigde Staten tot de Amerikanen in 1972 met de Colombianen een overeenstemming bereikten over de overdracht van Roncador Bank, alsmede enkele andere Caraïbische eilanden. In 1981 werd deze overdracht door de Amerikaanse Senaat geratificeerd en op 17 september 1981 werd de soevereiniteit officieel overgedragen.

## USS Kearsarge
Op 2 februari 1894 liep de USS Kearsarge, een Amerikaans oorlogsschip, vast op Roncador Bank. De bemanningsleden werden gered, maar het schip moest als verloren worden beschouwd.

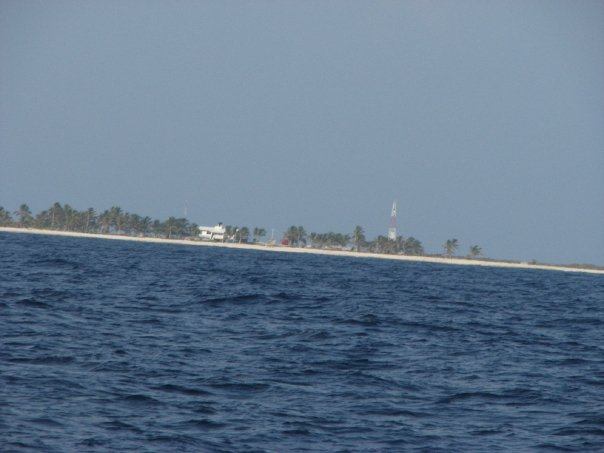